# 国庆街道
国庆街道，是中华人民共和国安徽省淮南市田家庵区下辖的一个乡镇级行政单位。

## 行政区划
国庆街道下辖以下地区：
纺织社区、钟山社区、供电社区、香格里拉社区、百花园社区、前锋社区、湖滨社区和金地社区。